# 해솔도서관
해솔도서관은 경기도 파주시 운정2동 소재의 도서관이다.

## 연혁
- 2010년 7월 7일 해솔도서관 착공
- 2011년 7월 29일 해솔도서관 준공
- 2011년 9월 22일 해솔도서관 개관
- 2014년 1월 1일 교하도서관 해솔분관 조직개편

## 이용 안내
이용 시간
- 하절기(3~10월): 평일 09:00~19:00 / 주말 09:00~18:00
- 동절기(11~2월): 매일 09:00~18:00

휴관일
- 매월 첫째, 셋째, 5째주 월요일
- 정부지정공휴일 (일요일 제외)
- 임시휴관일(도서관 사정상 휴관이 필요한 경우)